# Animal Ambition
Animal Ambition (stylizováno jako Animal Ambition: An Untamed Desire to Win) je páté studiové album amerického rappera 50 Centa. Album bylo vydáno 3. června 2014 pod nahrávacími společnostmi G-Unit Records, Caroline Records a Capitol Records. Propagace alba byla podpořena vydáním deseti singlů. K albu bylo prodáváno i DVD s videoklipy ke všem písním.

## O albu
V prosinci 2013 50 Cent oznámil, že pracuje na novém hudebním projektu s názvem Animal Ambition, v té době se mluvilo pouze o mixtape či o street albu. Avšak nakonci února 2014 oznámil, že se vykoupil ze smlouvy se společnostmi Shady Records / Aftermath Entertainment / Interscope Records, se kterými měl kontrakt ještě na jedno album. Současně podepsal novou spolupráci s vydavateli Caroline Records, Capitol Records a Universal Music Group. Téhož dne oznámil, že jeho novým albem bude právě Animal Ambition, které má být vydáno 3. června 2014. Jedná se o konceptuální album s tématem prosperity.
Na albu se podíleli umělci Yo Gotti, Trey Songz, Kidd Kidd, Jadakiss, Mr. Probz, Guordan Banks, Prodigy, Schoolboy Q a Styles P.
Album sloužilo hlavně jako propagační projekt pro album Street King Immortal, které bylo plánováno na konec roku 2014, ale poté bylo odloženo.

### Singly
Od 18. 3. 2014 byla každý týden z alba zveřejněna nová píseň. Prvním singlem byla zvolena píseň "Don't Worry Bout It" (ft. Yo Gotti). Dalšími singly byly zvoleny písně "Hold On", "Pilot", "Smoke", "Hustler", "Chase the Paper", "Everytime I Come Around", "Irregular Heartbeat", "Winners Circle" a "Twisted". Žádna z nich se neumístila v hlavním žebříčku Billboard Hot 100.

## Po vydání
V USA se umístilo na 4. příčce v žebříčku Billboard 200 s 46 728 prodanými kusy v první týden prodeje. K prosinci 2014 se v USA celkem prodalo 124 000 ks.

## Seznam skladeb
| Pořadí         | Název                                               | Hudba                               | Délka |
| -------------- | --------------------------------------------------- | ----------------------------------- | ----- |
| 1.             | Hold On                                             | Frank Dukes                         | 3:46  |
| 2.             | Don't Worry 'Bout It (ft. Yo Gotti)                 | Charli Brown Beatz                  | 4:01  |
| 3.             | Animal Ambition                                     | Swiff D                             | 4:08  |
| 4.             | Pilot                                               | Shamtrax                            | 3:20  |
| 5.             | Smoke (ft. Trey Songz)                              | Dr. Dre, Dawaun Parker, Mark Batson | 3:51  |
| 6.             | Everytime I Come Around (ft. Kidd Kidd)             | Steve Alien                         | 3:10  |
| 7.             | Irregular Heartbeat (ft. Jadakiss a Kidd Kidd)      | G Rocka, Medi                       | 3:39  |
| 8.             | Hustler                                             | Jake One                            | 3:05  |
| 9.             | Twisted (ft. Mr. Probz)                             | JustHustle, Kyle Justice            | 3:14  |
| 10.            | Winners Circle (ft. Guordan Banks)                  | Ky Miller                           | 3:23  |
| 11.            | Chase the Paper (ft. Prodigy, Kidd Kidd a Styles P) | Ty Fyffe                            | 4:17  |
| Celková délka: | Celková délka:                                      | Celková délka:                      | 39:14 |

| Deluxe Edition | Deluxe Edition                | Deluxe Edition | Deluxe Edition |
| Pořadí         | Název                         | Hudba          | Délka          |
| -------------- | ----------------------------- | -------------- | -------------- |
| 12.            | The Funeral                   | Jake One       | 2:52           |
| 13.            | You Know                      | Soul Professa  | 3:01           |
| 14.            | Flip On You (ft. Schoolboy Q) | Nascent        | 3:19           |
| Celková délka: | Celková délka:                | Celková délka: | 48:26          |

## Mezinárodní žebříčky
| Země                     | Umístění |
| ------------------------ | -------- |
| Austrálie                | 16       |
| Nizozemí                 | 57       |
| Skotsko                  | 25       |
| UK Albums Chart          | 21       |
| US Billboard 200         | 4        |
| US Billboard R&B/Hip-Hop | 1        |
| US Billboard Rap         | 1        |